# Faustino Asprilla
Faustino Hernán Asprilla Hinestroza (ur. 10 listopada 1969 w Tuluá w Kolumbii) – piłkarz kolumbijski grający na pozycji napastnika.

## Życiorys
W swojej karierze zagrał 57 razy dla Reprezentacji Narodowej Kolumbii, z którą uczestniczył w Mistrzostwach Świata w 1994 i 1998. Grał w wielu klubach na całym świecie w Cúcuta Deportivo, Atlético Nacional, AC Parma, Newcastle United, SE Palmeiras, Fluminense FC, Atlante, Club Universidad de Chile i Estudiantes La Plata.

## Sukcesy piłkarskie
- Puchar Zdobywców Pucharów: 1993, finalista 1994 z Parmą
- Superpuchar Europy 1994 z Parmą
- Puchar UEFA: 1994/95 i 1998/99 z Parmą
- Puchar Włoch: 1999 z Parmą
- Mistrzostwo Stanów Rio-São Paulo: 2000 z Palmeiras
- Copa dos Campeões: 2000 z Palmeiras